# Кебайер, Мухдьер
Мухдьер Кебайер (араб. منذر الكبير‎; род. 2 апреля 1970, Бизерта) — тунисский футболист и тренер.

## Биография
В качестве футболиста выступал за родной клуб «Бизертен». Карьеру игрока Кебайер закончил рано и уже в 28 лет он начал тренировать. Наибольших успехов он добился с тем же «Бизертеном», с которым наставник побеждал в Кубке Туниса. Также специалист руководил известными тунисскими клубами «Этуаль дю Сахель», «Клуб Африкен» и «Эсперанс».
В августе 2019 года Мухдьер Кебайер сменил Алена Жиресса на посту главного тренера сборной Туниса. В декабре 2021 года он вместе с «карфагенскими орлами» дошел до финала Кубка арабских наций.

## Достижения
- Серебряный призёр Кубка арабских наций: 2021.
- Обладатель Кубка Туниса: 2013.